# Will Barton
William Denard Barton, detto Will (Baltimora, 6 gennaio 1991), è un cestista statunitense.

## Carriera

### Università (2010-2012)
Di ruolo guardia tiratrice, può essere adattato anche come ala piccola (nonostante sia molto leggero per i canoni NBA); ha giocato all'Università di Memphis dal 2010 al 2012.

### NBA (2012-)

#### Portland Trail Blazers (2012-2015)
Venne selezionato come 40ª scelta assoluta al Draft NBA 2012 dai Portland Trail Blazers. Il primo anno Barton trovò spazio disputando 73 partite di cui 5 da titolare.
Il 27 giugno 2013 le cose svoltarono in negativo per Barton; quel giorno si svolse il Draft NBA 2013, e la dirigenza della franchigia dell'Oregon decise di prendere le due guardie talentuose: C.J. McCollum alla 10 e Allen Crabbe, che venne scelto alla 31 dai Cleveland Cavaliers, ma che i Trail Blazers ottennero cedendo ai Cavs 2 seconde scelte ai Draft futuri. Se il primo anno Crabbe giocò molto poco (solo 15 partite), Barton giocò solamente 41 partite, di cui nessuna da titolare, perdendo minutaggio.
Nella terza stagione Crabbe e McCollum guadagnarono sempre più spazio nelle rotazioni di Terry Stotts e Barton ne trovò ancora di meno, giocando solamente 30 partite e abbassando buona parte delle proprie statistiche, venendo poi ceduto in Febbraio pochi giorni prima della trade dead-line.

#### Denver Nuggets (2015-2022)
Il 20 febbraio 2015 venne ceduto dai Portland Trail Blazers in un maxi-scambio insieme a Víctor Claver, Thomas Robinson e una prima scelta al Draft NBA 2016 ai Denver Nuggets che spedirono alla franchigia dell'Oregon Alonzo Gee e Arron Afflalo.
In Colorado Barton trovò subito spazio e si fece notare tanto da tenere di media 11 punti a partita nelle 28 partite in cui ha giocato in stagione, giocando di media 24 minuti sempre in uscita dalla panchina come riserva del rookie Gary Harris.
Alla fine della stagione i Nuggets decisero di rinnovare il contratto di Barton per altri tre anni, in cui Barton andrà a guadagnare 3.533.333 milioni di dollari all'anno.
Il 14 novembre 2015 mise a segno 26 punti nella gara vinta in casa col punteggio di 107-98 contro gli Houston Rockets. Il 21 dicembre 2015 ne segnò 32 nella gara persa in casa per 130-125 contro i New Orleans Pelicans.

## Statistiche
| * | Primo nella lega |

### NCAA
| Anno      | Squadra        | PG | PT | MP   | TC%  | 3P%  | TL%  | RP  | AP  | PRP | SP  | PP   |
| --------- | -------------- | -- | -- | ---- | ---- | ---- | ---- | --- | --- | --- | --- | ---- |
| 2010-2011 | Memphis Tigers | 35 | 25 | 30,6 | 42,8 | 26,5 | 69,9 | 4,9 | 2,8 | 1,5 | 0,5 | 12,3 |
| 2011-2012 | Memphis Tigers | 35 | 31 | 35,3 | 50,9 | 34,6 | 74,9 | 8,0 | 2,9 | 1,4 | 0,7 | 18,0 |
| Carriera  | Carriera       | 70 | 56 | 32,9 | 47,1 | 29,9 | 73,3 | 6,5 | 2,9 | 1,5 | 0,6 | 15,2 |

#### Massimi in carriera
- Massimo di punti: 30 vs Tulsa (3 marzo 2012)[7]
- Massimo di rimbalzi: 16 vs Louisville (17 dicembre 2011)
- Massimo di assist: 7 vs Tulane (15 febbraio 2012)
- Massimo di palle rubate: 4 (4 volte)
- Massimo di stoppate: 4 vs Central Florida (28 febbraio 2012)
- Massimo di minuti giocati: 46 vs Tennessee (22 novembre 2011)

### NBA

#### Regular season
| Anno      | Squadra             | PG  | PT  | MP   | TC%  | 3P%  | TL%  | RP  | AP  | PRP | SP  | PP   |
| --------- | ------------------- | --- | --- | ---- | ---- | ---- | ---- | --- | --- | --- | --- | ---- |
| 2012-2013 | Portland T. Blazers | 73  | 5   | 12,2 | 38,2 | 13,8 | 76,9 | 2,0 | 0,8 | 0,5 | 0,1 | 4,0  |
| 2013-2014 | Portland T. Blazers | 41  | 0   | 9,4  | 41,7 | 30,3 | 81,3 | 1,8 | 0,8 | 0,2 | 0,2 | 4,0  |
| 2014-2015 | Portland T. Blazers | 30  | 0   | 10,0 | 38,0 | 22,2 | 66,7 | 1,1 | 0,9 | 0,5 | 0,1 | 3,0  |
| 2014-2015 | Denver Nuggets      | 28  | 0   | 24,4 | 44,3 | 28,4 | 81,0 | 4,6 | 1,9 | 1,2 | 0,5 | 11,0 |
| 2015-2016 | Denver Nuggets      | 82  | 1   | 28,7 | 43,2 | 34,5 | 80,6 | 5,8 | 2,5 | 0,9 | 0,5 | 14,4 |
| 2016-2017 | Denver Nuggets      | 60  | 19  | 28,4 | 44,2 | 37,0 | 75,3 | 4,3 | 3,4 | 0,8 | 0,5 | 13,7 |
| 2017-2018 | Denver Nuggets      | 81  | 40  | 33,1 | 45,2 | 37,0 | 80,5 | 5,0 | 4,1 | 1,0 | 0,6 | 15,7 |
| 2018-2019 | Denver Nuggets      | 43  | 38  | 27,7 | 40,2 | 34,2 | 77,0 | 4,6 | 2,9 | 0,4 | 0,5 | 11,5 |
| 2019-2020 | Denver Nuggets      | 58  | 58  | 33,0 | 45,0 | 37,5 | 76,7 | 6,3 | 3,7 | 1,1 | 0,5 | 15,1 |
| 2020-2021 | Denver Nuggets      | 56  | 52  | 31,0 | 42,6 | 38,1 | 78,5 | 4,0 | 3,2 | 0,9 | 0,4 | 12,7 |
| 2021-2022 | Denver Nuggets      | 71  | 71  | 32,1 | 43,8 | 36,5 | 80,3 | 4,8 | 3,9 | 0,8 | 0,4 | 14,7 |
| 2022-2023 | Wash. Wizards       | 40  | 0   | 19,6 | 38,6 | 37,7 | 77,8 | 2,8 | 2,4 | 0,4 | 0,3 | 7,7  |
| 2022-2023 | Toronto Raptors     | 16  | 2   | 13,2 | 35,4 | 33,3 | 100  | 1,6 | 1,1 | 0,7 | 0,2 | 4,5  |
| Carriera  | Carriera            | 679 | 286 | 25,2 | 43,0 | 35,5 | 78,7 | 4,1 | 2,7 | 0,7 | 0,4 | 11,2 |

### Play-off
| Anno     | Squadra             | PG | PT | MP   | TC%  | 3P%   | TL%  | RP  | AP  | PRP | SP  | PP   |
| -------- | ------------------- | -- | -- | ---- | ---- | ----- | ---- | --- | --- | --- | --- | ---- |
| 2014     | Portland T. Blazers | 7  | 0  | 11,6 | 50,0 | 54,5* | 83,3 | 1,7 | 0,4 | 0,1 | 0,3 | 6,4  |
| 2019     | Denver Nuggets      | 14 | 3  | 23,4 | 34,8 | 27,3  | 69,2 | 4,8 | 1,7 | 0,3 | 0,6 | 9,1  |
| 2021     | Denver Nuggets      | 3  | 1  | 27,7 | 44,2 | 33,3  | 100  | 4,3 | 2,7 | 0,7 | 0,3 | 16,3 |
| 2022     | Denver Nuggets      | 5  | 5  | 34,4 | 40,9 | 39,3  | 66,7 | 5,6 | 2,8 | 0,8 | 0,2 | 13,8 |
| Carriera | Carriera            | 29 | 9  | 22,9 | 39,6 | 33,9  | 73,8 | 4,1 | 1,7 | 0,4 | 0,4 | 10,0 |

#### Massimi in carriera
- Massimo di punti: 37 vs Chicago Bulls (30 novembre 2017)[8]
- Massimo di rimbalzi: 13 (4 volte)
- Massimo di assist: 10 vs Detroit Pistons (12 dicembre 2017)
- Massimo di palle rubate: 5 vs San Antonio Spurs (30 gennaio 2018)
- Massimo di stoppate: 4 vs Los Angeles Lakers (2 dicembre 2017)
- Massimo di minuti giocati: 50 vs Golden State Warriors (2 gennaio 2016)